# هارولد ويستون
هارولد ويستون (بالإنجليزية: Harold Weston)‏ هو رسام أمريكي، ولد في 14 فبراير 1894، وتوفي في 10 أبريل 1972.